# Índice de Capital Humano
O Índice de Capital Humano é um relatório elaborado pelo Banco Mundial. O Índice mede quais países são os melhores na mobilização do potencial econômico e profissional de seus cidadãos. O índice mede quanto capital cada país perde por falta de educação e saúde. O Índice foi publicado pela primeira vez em outubro de 2018 e classificou 157 países. O Índice de Capital Humano varia entre 0 e 1, com 1 significando que o potencial máximo foi atingido. 

## Metodologia
As aplicações para medir o capital humano são desenvolvidas em pesquisas por Noam Angrist, Simeon Djankov, Pinelopi Koujianou Goldberg e Harry Patrinos, em um artigo publicado na principal revista científica Nature. Essas descobertas são popularizadas em uma coluna 2021 da Vox. O Índice é baseado nos seguintes três pilares: 
Sobrevivência
- Parcela de crianças sobrevivendo após a idade de 5 (em%)

Educação
- Quantidade de educação (anos de escolaridade esperados aos 18 anos)
- Qualidade da educação (pontuações de testes harmonizadas)

Saúde
- Taxas de sobrevivência de adultos (proporção de jovens de 15 anos que sobrevivem até 60 anos em%)
- Crescimento saudável entre as crianças (taxas de retardo de crescimento em crianças menores de 5 anos em%)

## Índice de Capital Humano (2020)
O Índice de Capital Humano foi publicado pela primeira vez como parte do Relatório de Desenvolvimento Mundial de 2019 do Banco Mundial, dirigido por Simeon Djankov e Federica Saliola. O vencedor do Prêmio Nobel Paul Romer iniciou a medição.
| Classificação | País                            | Pontuação (% do potencial alcançado) |
| ------------- | ------------------------------- | ------------------------------------ |
| 1             | Singapura                       | 0.88                                 |
| 2             | Hong Kong                       | 0.81                                 |
| 3             | Japão                           | 0.80                                 |
| 4             | Coreia do Sul                   | 0.80                                 |
| 5             | Canadá                          | 0.80                                 |
| 6             | Finlândia                       | 0.80                                 |
| 7             | Macau                           | 0.80                                 |
| 8             | Suécia                          | 0.80                                 |
| 9             | Irlanda                         | 0.79                                 |
| 10            | Países Baixos                   | 0.79                                 |
| 11            | Reino Unido                     | 0.78                                 |
| 12            | Estónia                         | 0.78                                 |
| 13            | Nova Zelândia                   | 0.78                                 |
| 14            | Eslovênia                       | 0.77                                 |
| 15            | Noruega                         | 0.77                                 |
| 16            | Austrália                       | 0.77                                 |
| 17            | Portugal                        | 0.77                                 |
| 18            | França                          | 0.76                                 |
| 19            | Bélgica                         | 0.76                                 |
| 20            | Suíça                           | 0.76                                 |
| 21            | Chipre                          | 0.76                                 |
| 22            | Dinamarca                       | 0.76                                 |
| 23            | Polónia                         | 0.75                                 |
| 24            | Chéquia                         | 0.75                                 |
| 25            | Alemanha                        | 0.75                                 |
| 26            | Áustria                         | 0.75                                 |
| 27            | Islândia                        | 0.75                                 |
| 28            | Israel                          | 0.73                                 |
| 29            | Espanha                         | 0.73                                 |
| 30            | Itália                          | 0.73                                 |
| 31            | Croácia                         | 0.71                                 |
| 32            | Malta                           | 0.71                                 |
| 33            | Letônia                         | 0.71                                 |
| 34            | Lituânia                        | 0.71                                 |
| 35            | Estados Unidos                  | 0.70                                 |
| 36            | Bielorrússia                    | 0.70                                 |
| 37            | Grécia                          | 0.69                                 |
| 38            | Vietname                        | 0.69                                 |
| 39            | Luxemburgo                      | 0.69                                 |
| 40            | Hungria                         | 0.68                                 |
| 41            | Rússia                          | 0.68                                 |
| 42            | Sérvia                          | 0.68                                 |
| 43            | Emirados Árabes Unidos          | 0.67                                 |
| 44            | Eslováquia                      | 0.66                                 |
| 45            | China                           | 0.65                                 |
| 46            | Bahrein                         | 0.65                                 |
| 47            | Chile                           | 0.65                                 |
| 48            | Turquia                         | 0.65                                 |
| 49            | Catar                           | 0.64                                 |
| 50            | Albânia                         | 0.63                                 |
| 51            | Montenegro                      | 0.63                                 |
| 52            | Seicheles                       | 0.63                                 |
| 53            | Ucrânia                         | 0.63                                 |
| 54            | Costa Rica                      | 0.63                                 |
| 55            | Cazaquistão                     | 0.63                                 |
| 56            | Brunei                          | 0.63                                 |
| 57            | Uzbequistão                     | 0.63                                 |
| 58            | Ilhas Maurícias                 | 0.62                                 |
| 59            | Mongólia                        | 0.61                                 |
| 60            | Bulgária                        | 0.61                                 |
| 61            | México                          | 0.61                                 |
| 62            | Malásia                         | 0.61                                 |
| 63            | Tailândia                       | 0.61                                 |
| 64            | Omã                             | 0.61                                 |
| 65            | Peru                            | 0.61                                 |
| 66            | Colômbia                        | 0.61                                 |
| 67            | Trinidad e Tobago               | 0.60                                 |
| 68            | Santa Lúcia                     | 0.60                                 |
| 69            | Argentina                       | 0.60                                 |
| 70            | Uruguai                         | 0.60                                 |
| 71            | Sri Lanka                       | 0.60                                 |
| 72            | Quirguistão                     | 0.60                                 |
| 73            | Antígua e Barbuda               | 0.60                                 |
| 74            | Equador                         | 0.59                                 |
| 75            | Irão                            | 0.59                                 |
| 76            | Palau                           | 0.59                                 |
| 77            | São Cristóvão e Neves           | 0.59                                 |
| 78            | Roménia                         | 0.58                                 |
| 79            | Moldávia                        | 0.58                                 |
| 80            | Palestina                       | 0.58                                 |
| 81            | Bósnia e Herzegovina            | 0.58                                 |
| 82            | Armênia                         | 0.58                                 |
| 83            | Azerbaijão                      | 0.58                                 |
| 84            | Arábia Saudita                  | 0.58                                 |
| 85            | Geórgia                         | 0.57                                 |
| 86            | Kosovo                          | 0.57                                 |
| 87            | Granada                         | 0.57                                 |
| 88            | Kuwait                          | 0.56                                 |
| 89            | Macedônia do Norte              | 0.56                                 |
| 90            | Jordânia                        | 0.55                                 |
| 91            | Brasil                          | 0.55                                 |
| 92            | Samoa                           | 0.55                                 |
| 93            | Quênia                          | 0.55                                 |
| 94            | El Salvador                     | 0.55                                 |
| 95            | Dominica                        | 0.54                                 |
| 96            | Indonésia                       | 0.54                                 |
| 97            | Jamaica                         | 0.53                                 |
| 98            | Argélia                         | 0.53                                 |
| 99            | São Vicente e Granadinas        | 0.53                                 |
| 100           | Tonga                           | 0.53                                 |
| 101           | Paraguai                        | 0.53                                 |
| 102           | Tunísia                         | 0.52                                 |
| 103           | Filipinas                       | 0.52                                 |
| 104           | Líbano                          | 0.52                                 |
| 105           | Fiji                            | 0.51                                 |
| 106           | Nauru                           | 0.51                                 |
| 107           | Nicarágua                       | 0.51                                 |
| 108           | Estados Federados da Micronésia | 0.51                                 |
| 109           | Nepal                           | 0.50                                 |
| 110           | Marrocos                        | 0.50                                 |
| 111           | Tajiquistão                     | 0.50                                 |
| 112           | República Dominicana            | 0.50                                 |
| 113           | Panamá                          | 0.50                                 |
| 114           | Guiana                          | 0.50                                 |
| 115           | Egito                           | 0.49                                 |
| 116           | Índia                           | 0.49                                 |
| 117           | Kiribati                        | 0.49                                 |
| 118           | Camboja                         | 0.49                                 |
| 119           | Honduras                        | 0.48                                 |
| 120           | Myanmar                         | 0.48                                 |
| 121           | Butão                           | 0.48                                 |
| 122           | Zimbabwe                        | 0.47                                 |
| 123           | Bangladesh                      | 0.46                                 |
| 124           | Guatemala                       | 0.46                                 |
| 125           | Gabão                           | 0.46                                 |
| 126           | Laos                            | 0.46                                 |
| 127           | Vanuatu                         | 0.45                                 |
| 128           | Timor-Leste                     | 0.45                                 |
| 129           | Gana                            | 0.45                                 |
| 130           | Tuvalu                          | 0.45                                 |
| 131           | Haiti                           | 0.45                                 |
| 132           | Namíbia                         | 0.45                                 |
| 133           | Togo                            | 0.43                                 |
| 134           | Papua-Nova Guiné                | 0.43                                 |
| 135           | África do Sul                   | 0.43                                 |
| 136           | Ilhas Marshall                  | 0.42                                 |
| 137           | Gâmbia                          | 0.42                                 |
| 138           | Senegal                         | 0.42                                 |
| 139           | Ilhas Salomão                   | 0.42                                 |
| 140           | República do Congo              | 0.42                                 |
| 141           | Botswana                        | 0.41                                 |
| 142           | Malawi                          | 0.41                                 |
| 143           | Iraque                          | 0.41                                 |
| 144           | Paquistão                       | 0.41                                 |
| 145           | Comores                         | 0.40                                 |
| 146           | Lesoto                          | 0.40                                 |
| 147           | Benim                           | 0.40                                 |
| 148           | Afeganistão                     | 0.40                                 |
| 149           | Camarões                        | 0.40                                 |
| 150           | Zâmbia                          | 0.40                                 |
| 151           | Madagáscar                      | 0.39                                 |
| 152           | Tanzânia                        | 0.39                                 |
| 153           | Burundi                         | 0.39                                 |
| 154           | Uganda                          | 0.38                                 |
| 155           | Burquina Fasso                  | 0.38                                 |
| 156           | Etiópia                         | 0.38                                 |
| 157           | Mauritânia                      | 0.38                                 |
| 158           | Costa do Marfim                 | 0.38                                 |
| 159           | Ruanda                          | 0.38                                 |
| 160           | Sudão                           | 0.38                                 |
| 161           | Iêmen                           | 0.37                                 |
| 162           | Essuatíni                       | 0.37                                 |
| 163           | Guiné                           | 0.37                                 |
| 164           | República Democrática do Congo  | 0.37                                 |
| 165           | Serra Leoa                      | 0.36                                 |
| 166           | Angola                          | 0.36                                 |
| 167           | Moçambique                      | 0.36                                 |
| 168           | Nigéria                         | 0.36                                 |
| 169           | Libéria                         | 0.32                                 |
| 170           | Mali                            | 0.32                                 |
| 171           | Sudão do Sul                    | 0.31                                 |
| 172           | Chade                           | 0.30                                 |
| 173           | Níger                           | 0.29                                 |